# Campionato francese di calcio a 5
Il campionato di calcio a 5 della Francia, chiamato Division 1, è la massima competizione francese di calcio a 5 organizzata dalla Federazione calcistica della Francia.

## Storia
Il primo torneo nazionale di calcio a 5, denominato "Challenge national", risale alla stagione 2007-2008; la Federazione calcistica della Francia estese la partecipazione a diciotto squadre appartenenti alle sei leghe regionali più competitive, che furono distribuite in due gironi da nove. Tra il 2009 e il 2013 la competizione si è chiamata semplicemente "Championnat de France". A partire dall'edizione 2013-14, con l'istituzione di un campionato di secondo livello, il campionato ha cambiato nuovamente nome in "Division 1". Il numero delle squadre partecipanti e dei gironi è cambiato molte volte nel corso degli anni, fino ad assestarsi su un girone unico composto da 12 unità.

## Albo d'oro
- 2007-2008:  Roubaix (1)
- 2008-2009:  Issy (1)
- 2009-2010:  Kremlin-Bicêtre (1)
- 2010-2011:  Sporting Parigi (1)
- 2011-2012:  Sporting Parigi (2)
- 2012-2013:  Sporting Parigi (3)
- 2013-2014:  Sporting Parigi (4)
- 2014-2015:  Kremlin-Bicêtre (2)
- 2015-2016:  Kremlin-Bicêtre (3)
- 2016-2017:  Garges Djibson (1)

- 2017-2018:  Kremlin-Bicêtre (4)
- 2018-2019:  Tolone Élite (1)
- 2019-2020: Non assegnato[1]
- 2020-2021:  ACCS (1)
- 2021-2022:  Sporting Parigi (5)
- 2022-2023:  Étoile Lavalloise (1)
- 2023-2024:  Étoile Lavalloise (2)